# Caciomorpha genalis
Caciomorpha genalis là một loài bọ cánh cứng trong họ Cerambycidae.